# Osmunda mildei
Osmunda mildei är en safsaväxtart som beskrevs av Carl Frederik Albert Christensen. Osmunda mildei ingår i släktet Osmunda och familjen Osmundaceae. Inga underarter finns listade.